# A la muy antigua, noble y coronada villa de Madrid: historia de su antiguedad, nobleza y grandeza
A la muy antigua, noble y coronada villa de Madrid: historia de su antiguedad, nobleza y grandeza es un libro escrito por el clérigo Jerónimo de Quintana sobre la historia de Madrid publicado en 1629.

## Historia
El clérigo madrileño Quintana debió de comenzar a escribir la obra debió de empezar a escribirla hacia 1617, ya que la obra se acabó de escribir en 1627 y se calcula que empleo alrededor de 10 años en su redacción. Como fuentes de este libro, Quintana tuvo en cuenta el Teatro de las grandezas de la villa de Madrid, escrito por Gil González Dávila.
El libro fue impreso a cargo de la villa siendo Jerónimo de la Quintana rector del Hospital de la Latina. En este lugar era donde se vendía el libro.

## Descripción
El libro cuenta con unas 950 páginas. Cuenta con una rica portada realizada por el grabador Robert Cordier. La portada tiene forma estructura arquitectónica en forma de arco. En medio de este se dispone presidiendo la portada, la Virgen de Atocha. A los pies de la Virgen se muestra el escudo de Madrid sostenido por dos alegorías de la Religión y bajo el mismo el inicio de un versículo del actual Salmo 87: 
Gloriosa dicta sunt [de te, civitas Dei!] (Cosas admirables se dicen de ti, Ciudad de Dios)
Bajo el escudo de Madrid se muestra una cartela con la segunda parte del título: historia de su antigüedad, nobleza y grandeza.

En el lado izquierdo del arco se dispone una figura alegórica de Grecia y en el lado derecho otra de Roma. El arco se remata con una cartela con la primera parte del título (A la muy antigua, noble y coronada villa de Madrid) surmontada de una corona abierta, propia de las armas de la ciudad. A los lados del remate, por encima de los pilares del arco se disponen dos figuras alegóricas, representado la de la derecha la fama. En las volutas sobre las que se asientan estas dos figuras alegóricas se contienen dos inscripciones latinas. En la de la izquierda se muestra la sentencia:
Nobilitas manet . Eurip. apud dicare possum
En la de la derecha, un fragmento del Salmo 19:
in omnem terram exivit son[us] ei (resuena su eco por toda la tierra)
En la base del arco se dispone una cartela con los datos del autor y de la imprenta en el centro, y como base de los pilares del arco dos huecos rectangulares en que se insertan la representación de un dragón (izquierda) y un oso (derecha) 
El contenido del libro se divide en tres partes:
- En la primera de las partes trata de la historia de Madrid como ciudad;
- En la segunda parte trata de los personajes históricos relevantes en la historia de la ciudad;
- En la tercera parte, de la historia y breve descripción de los edificios notables de la villa.

### Individuales
1. ↑  Escobar, Jesús (2014). «Map as Tapestry: Science and Art in Pedro Teixeira's 1656 Representation of Madrid». The Art Bulletin 96 (1): 50-69. ISSN 0004-3079. Consultado el 23 de junio de 2022.
2. ↑  Peralta Huerta, Carmen (2008). «Teatro tipográfico, libro de los espacios cortesanos: teatro de las grandezas de la villa de Madrid de Gil González Dávila». La fractura historiográfica: las investigaciones de Edad Media y Renacimiento desde el Tercer Milenio, 2008 (Seminario de Estudios Medievales y Renacentistas): 705-722. ISBN 978-84-934697-7-1. Consultado el 23 de junio de 2022.
3. ↑  «Liber Psalmorum. Psalmus 87 (86)». Nova Vulgata (en latín). Santa Sede.
4. ↑  Resende, André de (1575). Sententiae et exempla ex probatissimis quibusque scriptoribus collecta, et per locos communes digesta per Andream Eborensem Lusitanum... Secunda editio (en latín). apud Gulielmum Iulianum. p. 19. Consultado el 23 de junio de 2022.
5. ↑  «Liber Psalmorum. Psalmus 19 (18)». Nova Vulgata (en latín). Santa Sede.
6. ↑  Lopezosa Aparicio, Concepción. «A la muy antigua, noble y coronada villa de Madrid : UCM-Biblioteca Histórica Marqués de Valdecilla». Universidad Complutense de Madrid. Consultado el 23 de junio de 2022.

- Datos: Q112673068
- Multimedia: A la muy antigua, noble y coronada villa de Madrid: historia de su antiguedad, nobleza y grandeza / Q112673068